# إلين لي
إلين لي (بالإنجليزية: Elaine Lee)‏ هي ممثلة أسترالية، ولدت في 23 ديسمبر 1939 في سبرينغز ‏ في جنوب أفريقيا، وتوفيت في 19 سبتمبر 2014 في سيدني في أستراليا.

## وصلات خارجية
- إلين لي على موقع IMDb (الإنجليزية)
- إلين لي على موقع قاعدة بيانات الفيلم (الإنجليزية)